# اچ‌ام‌اس اسپرایت (پی۲۴۵)
اچ‌ام‌اس اسپرایت (پی۲۴۵) (به انگلیسی: HMS Spirit (P245)) یک زیردریایی بود که طول آن ۲۱۷ فوت (۶۶ متر) بود. این زیردریایی در سال ۱۹۴۳ ساخته شد.